# Markuskirken
Markuskirken (egentlig Sankt Markus' Basilika, officielt Basilica Cattedrale Patriachale di San Marco a Venezia) er en romerskkatolsk domkirke i Venedig. Den er opført i byzantinsk-gotisk stil og er et af byens kendteste vartegn. Sammen med det nærliggende Dogepalads, det fritstående klokketårn Markustårnet og den af disse tre bygninger omkransede Markusplads udgør Markuskirken et kulturelt centrum for Venedig og udgjorde til 1797 det administrative kernepunkt i Republikken Venedig. Dens mange forgyldte byzantinske mosaikker ligger til grund for dens kaldenavn Chiesa d'Oro (Guldkirken). Opførelsen af kirken påbegyndtes i 832 og afsluttedes i 1617. Kirken er 76,5 m lang, 62,5 m bred og der er fem kupler med 28 m indvendig højde og 43 m udvendig højde.
Markuskirken er hovedsæde for ærkestiftet i Venedig, som egentlig har titel af patriarkat, idet Markuskirken ifølge katolsk tradition huser de jordiske rester af evangelisten Markus. 
Kardinal Francesco Moraglia har været Venedigs patriark siden 2012. 

## Historie
Markuskirken er udbygget adskillige omgange. Den første Markuskirke var en slags kapel bygget i Dogepaladset i 828 for at huse liget af Sankt Markus, som venetianske købmænd antagelig netop havde bragt til Venedig fra Alexandria. I 832 byggedes en ny Markuskirke, denne gang på kirkens nuværende plads. Denne kirke blev brændt ned under et oprør i 976 og genopbygget i 978. I 1063 lod man den ombygge for at gøre den til en basilika. Den blev indviet i 1094. Samme år blev liget af Markus antagelig genopdaget af doge Vitale Faliero Dodoni, og man bragte det til den nye basilika, hvor det er blevet opbevaret siden.
Over de næste århundreder blev især kirkens udsmykning jævnligt udbygget og forskønnet, blandt andet med friser og kapitæler, som venetianske købmænd medbragte fra handelsrejser i Asien.
45°26′4″N 12°20′22″Ø / 45.43444°N 12.33944°Ø